# 大鼻孔叫姑鱼
大鼻孔叫姑鱼（学名：Johnius macrorhynus）为輻鰭魚綱鱸形目石首鱼科叫姑鱼屬的鱼类。

## 分布
本魚分布于印度太平洋區，包括印度、斯里蘭卡、孟加拉、緬甸、泰國、越南、新加坡、馬來西亞、印尼、汶萊、台湾岛等。该物种的模式产地在印度。

## 特徵
本魚體側扁，吻圓突，口下位，鰓蓋上方具黑斑；體為銀灰褐色，背部較深，腹部銀白色。尾柄細長，尾鰭楔形，背鰭硬棘11枚;背鰭軟條27-30枚;臀鰭硬棘2枚;臀鰭軟條7枚，體長可達30公分。

## 生態
本魚生活於熱帶地區，喜棲息混濁度較高的水域，能以魚鰾發聲，屬肉食性，以多毛類為主食。

## 經濟利用
為經濟性食用魚。